# Fungos micorrízicos e armazenamento de carbono no solo

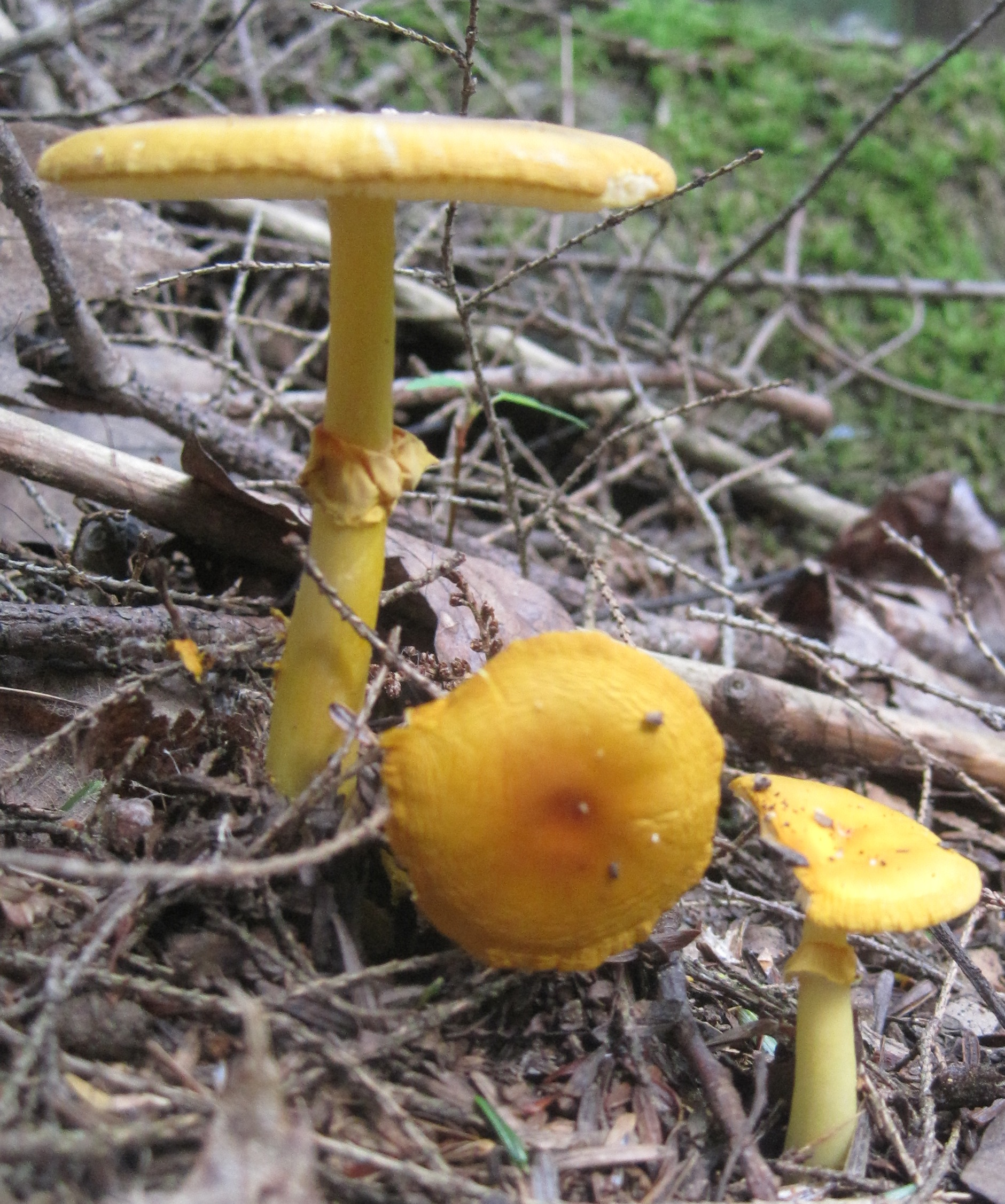
Corpo frutífero ectomicorrízico, Amanita spp.

O armazenamento de carbono no solo é uma função importante dos ecossistemas terrestres. O solo contém mais carbono do que as plantas e a atmosfera combinadas. Compreender o que mantém o reservatório de carbono no solo é essencial para entender a distribuição atual de carbono na Terra e como ela responderá às mudanças ambientais. Embora muitas pesquisas tenham sido realizadas sobre como plantas, microrganismos decompositores livres e minerais do solo afetam esse reservatório de carbono, recentemente foi descoberto que fungos micorrízicos — fungos simbióticos que se associam às raízes de quase todas as plantas vivas — também podem desempenhar um papel importante na manutenção desse reservatório. Estimativas indicam que a alocação de carbono vegetal para fungos micorrízicos varia de 5 a 20% do total de carbono absorvido pelas plantas, e, em alguns ecossistemas, a biomassa de fungos micorrízicos pode ser comparável à biomassa de raízes finas. Pesquisas mostram que fungos micorrízicos retêm de 50 a 70% do carbono total armazenado na serapilheira e no solo em ilhas florestadas na Suécia. A renovação da biomassa micorrízica no reservatório de carbono do solo é considerada rápida e, em alguns ecossistemas, foi demonstrado ser a principal via pela qual o carbono vivo entra no reservatório de carbono do solo.
A seguir, são apresentadas as principais linhas de evidência sobre como diferentes aspectos dos fungos micorrízicos podem alterar a decomposição e o armazenamento de carbono no solo. As evidências são apresentadas separadamente para fungos arbusculares e ectomicorrízicos [en], pois são filogeneticamente distintos e frequentemente funcionam de maneiras muito diferentes.

## Recalcitrância dos tecidos micorrízicos
Com base na magnitude das contribuições dos fungos micorrízicos para o reservatório de carbono do solo, alguns sugerem que a variação na recalcitrância da biomassa micorrízica pode ser importante para prever o armazenamento de carbono no solo, pois afetaria a taxa com que a contribuição dos fungos micorrízicos retorna à atmosfera. O composto glomalina [en], produzido apenas por fungos micorrízicos arbusculares, acumula-se em alguns solos e pode representar uma fração substancial do reservatório de carbono do solo nesses ecossistemas. No entanto, experimentos recentes demonstram que a presença de fungos micorrízicos arbusculares resulta em perdas líquidas de carbono do solo, questionando o papel da glomalina produzida por esses fungos no aumento do armazenamento de carbono no solo. Estudos proteômicos revelaram que a maioria das proteínas isoladas na extração de glomalina não é de origem micorrízica, sugerindo que a contribuição dessa molécula para o armazenamento de carbono no solo foi provavelmente superestimada.
Com um argumento semelhante, Langley e Hungate (2003) sugeriram que a abundância de quitina nos tecidos ectomicorrízicos pode reduzir as taxas de decomposição desses fungos, sob a suposição de que a quitina é recalcitrante. Essa possibilidade foi testada e refutada recentemente. Fernandez e Koide (2012) mostram que a quitina não se decompõe mais lentamente do que outros compostos químicos nos tecidos ectomicorrízicos, e que as concentrações de quitina correlacionam-se positivamente com as taxas de decomposição da biomassa micorrízica, em vez de negativamente.

## Efeitos na decomposição de raízes finas
Fungos micorrízicos são estruturas ricas em nutrientes em comparação com as raízes que colonizam, e é possível que a colonização micorrízica das raízes leve a taxas aumentadas de decomposição das raízes, pois os decompositores teriam maior acesso a nutrientes. As evidências sobre esse ponto são ambíguas, já que a colonização ectomicorrízica aumenta significativamente as taxas de decomposição de raízes finas em comparação com raízes não colonizadas em alguns ecossistemas, enquanto raízes de Pinus edulis colonizadas predominantemente por fungos ectomicorrízicos do grupo Ascomycota decompõem-se mais lentamente do que controles não colonizados.
Em um experimento que testou o efeito da colonização micorrízica arbuscular na decomposição de plantas, apenas o material vegetal acima do solo apresentou decomposição mais rápida após três meses, enquanto a decomposição das raízes permaneceu inalterada, embora os fungos micorrízicos arbusculares sejam restritos às raízes.

## Efeitos na agregação do solo
A agregação do solo pode proteger fisicamente o carbono orgânico da decomposição por microrganismos do solo. Maior formação de agregados pode resultar em maior armazenamento de carbono no solo. Há muitas evidências de que os fungos micorrízicos arbusculares aumentam a formação de agregados no solo, e que essa formação pode ser mediada pela proteína glomalina. Portanto, mesmo que a glomalina não seja excepcionalmente recalcitrante e quimicamente resistente à decomposição (como descrito acima), ela ainda pode contribuir para o armazenamento de carbono no solo ao proteger fisicamente outros materiais orgânicos da decomposição, promovendo a agregação do solo. Há poucas informações sobre o papel dos fungos ectomicorrízicos na estabilidade dos agregados do solo. Existem relatos anedóticos de que esses fungos aumentam a agregação em sacos de crescimento em areia, comumente usados para capturar esses fungos, mas não há evidências atuais de que promovam a formação ou estabilidade de agregados em solos de campo.

## Estímulo à decomposição (priming)
Fungos micorrízicos arbusculares aumentam a decomposição de carbono no solo em áreas ricas em nutrientes. Como se acredita que esses fungos não possuem a capacidade de produzir enzimas para catalisar essa decomposição, geralmente se pensa que eles estimulam comunidades de decompositores livres a aumentar a atividade por meio da exsuação de substratos energéticos lábeis, um processo chamado priming. Experimentos laboratoriais recentes mostram que a presença de fungos micorrízicos arbusculares aumenta as perdas de carbono do solo em comparação com solos onde esses fungos são excluídos, e que a diferença é maior sob níveis elevados de CO2, quando a abundância desses fungos é maior. As evidências para o priming por fungos ectomicorrízicos são inconclusivas até o momento. Evidências de campo sugerem que esses fungos podem aumentar a taxa de degradação de carbono no solo, no entanto, testes de laboratório mostram que a exsuação de raízes finas diminui com o aumento da colonização ectomicorrízica, o que sugere que a abundância de fungos ectomicorrízicos deveria reduzir os efeitos de priming. Brzostek et al. (2012) relatam variação na forma de nitrogênio produzido na rizosfera de árvores com diferentes tipos de micorrizas, mas os efeitos do priming radicular e micorrízico não puderam ser separados.

## Inibição da decomposição
O primeiro relato de inibição da decomposição por fungos micorrízicos foi em 1971, em plantações de Pinus radiata na Nova Zelândia. Os autores mostram que a exclusão de raízes e fungos micorrízicos resultou em perda líquida de carbono, e que o resultado não poderia ser explicado por efeitos de perturbação do solo. O mecanismo proposto é que os fungos ectomicorrízicos podem competir com decompositores livres por nutrientes, limitando assim a taxa total de decomposição. Desde então, outros relatos indicaram que fungos ectomicorrízicos reduzem a atividade e as taxas de decomposição de decompositores livres, aumentando o armazenamento de carbono no solo. Um modelo teórico de ecossistema demonstrou recentemente que maior acesso a nitrogênio orgânico por fungos micorrízicos deveria retardar a decomposição do carbono do solo por decompositores livres, induzindo limitação de nutrientes. Koide e Wu (2003) argumentaram que o efeito dos fungos ectomicorrízicos na redução da decomposição pode estar mais relacionado à competição por água do solo do que por nutrientes.
É possível que fungos micorrízicos arbusculares também estejam competindo com decompositores livres por água ou nutrientes em alguns sistemas; no entanto, até o momento, não há demonstração disso, e parece que esses fungos frequentemente aumentam, em vez de diminuir, as taxas de decomposição por decompositores microbianos livres.